# End Titles... Stories for Film
End Titles... Stories for Film è il quarto album discografico in studio degli Unkle, pubblicato nel 2008 dalla Surrender All.
Vi collaborano Josh Homme (Queens of the Stone Age), Amber Webber e Stephen McBean (The Black Mountain), Gavin Clarke e Joel Cadbury (South), James Petralli (White Denim), Chris Gross, Dave Bateman e James Griffith (Lake Trout).

## Tracce
1. "End Titles"  – 0:35
2. "Cut Me Loose" (featuring Gavin Clark) –  5:24
3. "Ghosts" [voce: James Lavelle] – 4:57
4. "Ghosts (String Reprise)" –  0:39
5. "Kaned and Abel"  – 1:04
6. "Blade in the Back" (featuring Gavin Clark)  – 5:12
7. "Synthetic Water" – 1:06
8. "Chemical" (featuring Josh Homme) – 2:48
9. "Nocturnal" (featuring Chris Goss, James Petralli & Robbie Furze) – 5:01
10. "Cut Me Loose (String Reprise)" – 0:59
11. "Against the Grain" (featuring Gavin Clark) – 5:22
12. "Even Balance (Part Two)" (featuring Melinda Gareh) – 0:45
13. "Trouble in Paradise (Variation on a Theme)" – 5:01
14. "Can't Hurt" (featuring Gavin Clark & Joel Cadbury) – 4:13
15. "24 Frames" –  4:45
16. "In a Broken Dream" –  1:24
17. "Clouds" (featuring Amber Webber & Stephen McBean) – 4:07
18. "Black Mass" –  3:08
19. "Open Up Your Eyes" (featuring Abel Ferrara) –  2:43
20. "Romeo Void"  –  2:11
21. "Heaven" (featuring Gavin Clark)  –  6:58
22. "The Piano Echoes" –  5:24